# Facastis
Cerastis là một chi bướm đêm thuộc họ Noctuidae.